# Саут-Гейт
Саут-Гейт (англ. South Gate) — город в округе Лос-Анджелес, штат Калифорния, США. Расположен в 11 км к юго-востоку от центра Лос-Анджелеса.
В 2020 году население города составляло 92 726 человек, что заметно меньше, чем было в 2010 году (94 396 человек).

## История
Первыми европейцами, поселившимися на территории современного Саут-Гейта, были испанцы в XVIII веке. На протяжении XIX века население окрестностей росло благодаря появлению большого количества животноводческих ферм, которые с 1880 года начали уступать место земельдельческим. Название «Саут-Гейт» поселение получило в 1918 году, статус города имеет с 20 января 1923 года. В период с 1910 по 1940 год большая часть сельскохозяйственных земель была застроена жилыми домами и заводами.
В 1990 году город был награждён премией «All-America City Award» (с англ. — «Всеамериканский город») присуждаемой Национальной гражданской лигой, которую неофициально называют «Нобелевской премией за конструктивное гражданство» и которая выдается за активную гражданскую позицию жителей некорпоративных сообществ Соединённых Штатов в жизни местного самоуправления.

## Климат
Климат города полузасушливый средиземноморский, с мягкой зимой и жарким, сухим летом.